# Frane Vitaić
Frane Vitaić (Spalato, 7 giugno 1982) è un ex calciatore croato, di ruolo centrocampista.

## Biografia
Nato a Spalato, anche suo fratello gemello Ante è stato un calciatore.

## Palmarès

### Club

#### Competizioni nazionali
- Druga hrvatska nogometna liga: 2

RNK Spalato: 2009-2010
Cibalia: 2015-2016

### Individuale
- Capocannoniere della Druga hrvatska nogometna liga: 1

2015-2016 (15 reti)